# Jaxon Smith-Njigba
Jaxon Smith-Njigba (Dallas, 14 febbraio 2002) è un giocatore di football americano statunitense che milita nel ruolo di wide receiver per i Seattle Seahawks della National Football League (NFL).

## Carriera universitaria
Smith-Njigba disputò sette partite nella sua prima stagione a Ohio State, facendo registrare 10 ricezioni per 49 yard e un touchdown.
Nella sua seconda stagione fu nominato slot receiver titolare. Il 6 novembre 2021 Smith-Njigba totalizzò 15 ricezioni (un record dell'istituto) per 240 yard (secondo massimo della storia dei Buckeyes all'epoca) e un touchdown nella vittoria per 26–17 su Nebraska. In seguito stabilì un primato di Ohio State e per un Bowl FBS ricevendo 347 yard nella vittoria nel Rose Bowl 2022. In quella partita fece registrare anche 15 ricezioni (pareggiando il suo stesso record contro Nebraska) e superò David Boston per il maggior numero yard ricevute in una stagione a Ohio State con 1.606.
Smith-Njigba disputò solo tre partite nel 2022 a causa di un infortunio al tendine del ginocchio, saltando anche i College Playoff. A fine anno annunciò la sua intenzione di passare tra i professionisti.

## Carriera professionistica

### Seattle Seahawks
Smith-Njigba era considerato dagli analisti uno dei migliori wide receiver selezionabili nel Draft NFL 2023 e una scelta della prima metà del primo giro. Il 27 aprile fu selezionato come ventesimo assoluto dai Seattle Seahawks, il primo ricevitore chiamato. Nella seconda gara di pre-stagione contro i Dallas Cowboys subì un infortunio a un polso che richiese un'operazione chirurgica. Riuscì comunque a essere in campo nella gara del primo turno ricevendo 3 passaggi per 13 yard nella sconfitta contro i Los Angeles Rams. Nella settimana 7 disputò la prima partita come titolare al posto dell'infortunato D.K. Metcalf facendo registrare 4 ricezioni per 63 yard e il suo primo touchdown nella vittoria sugli Arizona Cardinals. Nel turno successivo fu decisivo ricevendo da Geno Smith il touchdown della vittoria a 38 secondi dal termine contro i Cleveland Browns. Nel Monday Night Football della settimana 15 contro i Philadelphia Eagles ricevette da 29 yard il passaggio da touchdown della vittoria dal quarterback di riserva Drew Lock nel finale del quarto periodo. La sua stagione da rookie si concluse con 63 ricezioni per 628 yard e 4 touchdown disputando tutte le 17 partite, di cui 3 come titolare.
Nel secondo turno della stagione 2024, Smith-Njigba e D.K. Metcalf divennero la prima coppia di compagni nella storia dei Seahawks a fare registrare 10 ricezioni e 100 yard ricevute nella stessa partita. Il primo touchdown dell'anno lo segnó nella sconfitta del quinto turno contro i New York Giants. Nella settimana 9 disputó la gara fino a quel momento migliore in carriera, facendo registrare 180 yard ricevute e 2 touchdown nella sconfitta ai tempi supplementari contro i Los Angeles Rams. Dopo la settimana di pausa, nell'undicesimo turno ricevette 10 passaggi per 110 yard nella vittoria in casa dei rivali dei San Francisco 49ers. Sette giorni dopo guidò la squadra con 77 yard ricevute e un touchdown nella vittoria sugli Arizona Cardinals. Nella settimana 14, di nuovo contro i Cardinals, ricevette 82 yard e un touchdown nella vittoria per 30-18, pareggiando il record di franchigia di D.K. Metcalf (2020) e Steve Largent (1985) con la quinta partita consecutiva con almeno 70 yard ricevute. Nel sedicesimo turno, con 95 yard ricevute e un touchdown contro i Minnesota Vikings, superò per la prima volta in carriera le mille yard ricevute in stagione. La sua annata si chiuse guidando la squadra in ricezioni (100, record di franchigia pareggiato), yard ricevute (1.130) e touchdown su ricezione (6) disputando tutte le 17 partite, di cui 16 come titolare e venendo convocato per il suo primo Pro Bowl al posto dell'infortunato Terry McLaurin.

## Palmarès
- Convocazioni al Pro Bowl: 1

2024

## Vita privata
Smith-Njigba è di discendenza per metà sierraleonese. Il fratello maggiore, Canaan Smith-Njigba, ha giocato nella Major League Baseball (MLB) ed è free agent.